# Orchestre philharmonique du Japon
L'Orchestre philharmonique du Japon (日本フィルハーモニー交響楽団, Nihon Firuhāmonī　Kōkyō Gakudan), est un orchestre basé à Tokyo au Japon.

## Histoire
L'Orchestre philharmonique du Japon est fondé le 22 juin 1956 en tant qu’orchestre filiale exclusif de la Nippon Cultural Broadcasting (en). Akeo Watanabe en est le premier chef dirigeant (résident). En 1958, Jean Fournet conduit le Pelléas et Mélisande de Debussy dont c'est la première au Japon.
La philharmonie du Japon signe un contrat de filiale avec Fuji Television en 1959. De 1961 à 1989, des concerts réguliers ont lieu au Bunka Kaikan de Tokyo. Akeo Watanabe termine ses enregistrements des symphonies de Jean Sibelius en 1962, commercialisés par la Nippon Columbia Company (à présent Columbia Music Entertainment). Charles Munch dirige la Neuvième symphonie de Ludwig van Beethoven en 1962. L'orchestre entreprend sa première tournée à l'étranger aux États-Unis et au Canada en 1963. Depuis lors, l'orchestre a réalisé des tournées en Europe (4 fois), aux Pays-Bas, en Estonie et à Hawaii.
En mars 1972, les contrats avec la Nippon Cultural Broadcasting et Fuji Television sont résiliés et la fondation de l'orchestre est dissoute alors que Seiji Ozawa est le chef d'orchestre principal et le conseiller musical de l'époque. Un tiers de ses membres originaux quittent la philharmonie puis forment le Nouvel orchestre philharmonique du Japon en 1972, dirigé par Seiji Ozawa et Naozumi Yamamot (conducteur et secrétaire général).
L'« association de l'orchestre philharmonique du Japon » est fondée en 1973, en tant qu'orchestre auto-organisé nouvellement formé. Václav Smetáček en est nommé chef invité. Quant à l'« Association chorale de la philharmonie », elle est formée à la fin de l'année.
L'« association de l'orchestre philharmonique du Japon » redevient une fondation en 1985 et les tournées reprennent. Une relation amicale entre la philharmonie du Japon et la ville de Suginami se met en place en juillet 1994. La salle de concert de Yokohama est déplacée et s'installe au Yokohama Minato Mirai Hall en 1998 comme site des programmes de Yokohama.
Le Suginami Public Hall rénové rouvre ses portes en juin 2006. La philharmonie du Japon et la ville de Suginami annoncent la signature d'un accord formel d'amitié. Le Suginami Public Hall est utilisé pour les répétitions et quelques autres événements orchestraux. Des membres de l'orchestre se rendent régulièrement dans les écoles de la région de Suginami à des fins éducatives relatives à la musique et aux concerts publics. Les bureaux de l'administration de l'orchestre philharmonique sont également situés à Suginami.
Ken'ichirō Kobayashi dirige conjointement la philharmonie du Japon et l'orchestre philharmonique d'Arnhem au Suntory Hall en mars 2007 et mars 2009 et plus de 180 accompagnateurs jouent avec un orchestre.

## Dirigeants
- Ken'ichirō Kobayashi est nommé chef d'orchestre en octobre 1990 en raison de la mort d'Akeo Watanabe. Kobayashi est nommé directeur musical de la philharmonie pour les saisons musicales entre 2004 et 2007.
- Neeme Järvi fait ses débuts avec la philharmonie en juin 1995. Depuis septembre 1995 Järvi est conducteur en chef invité.
- Valery Gergiev est chef d'orchestre invité en novembre 1996. Il dirige l'orchestre lors de concerts à Tokyo.
- Jun'ichi Hirokami est chef résident de 1991 à 2000.
- Ryusuke Numajiri est chef d'orchestre résident entre 2003 et 2008.
- Lukács Ervin est nommé chef d'orchestre honoraire en mars 2006.
- James Loughran est nommé chef d'orchestre honoraire en novembre 2006 en reconnaissance de l'excellence de sa collaboration avec l'orchestre pendant 26 ans.
- Alexander Lazarev est nommé chef principal en septembre 2008 (jusqu'en août 2011).
- Jiří Bělohlávek est le conducteur en chef invité en 1986, il occupe actuellement le poste de chef invité principal.
- Pietari Inkinen est désigné comme chef invité principal, il occupe le poste à partir de septembre 2009.

## Sites

### Sites à Tokyo
- Suntory Hall
- Tokyo Metropolitan Art Space
- Suginami Public Hall
- Nakano Zero Hall (Occasional use)

### Site àYokohama
- Yokohama Minato Mirai Hall

### Site à Saitama
- Omiya Sonic City

## Source de la traduction
- (en) Cet article est partiellement ou en totalité issu de l’article de Wikipédia en anglais intitulé « Japan Philharmonic Orchestra » (voir la liste des auteurs).